# Codex Porfirianus
Der Codex Porfirianus (Gregory-Aland no. Papr oder 025; von Soden α 3) ist eine griechische Handschrift des Neuen Testaments, die auf das 9. Jahrhundert datiert wird. Die Handschrift ist nicht vollständig.

## Beschreibung
Sie besteht aus der Apostelgeschichte, Katholische Briefe, Paulusbriefe und der Offenbarung des Johannes auf 327 Pergamentblättern (16 × 13 cm). Der Codex wurde von Archimandrit Porphyrios Uspenski anlässlich seiner Nahostreisen nach Russland gebracht und wird in der Russischen Nationalbibliothek (Gr. 225) in Sankt Petersburg verwahrt.
Die Handschrift ist ein Palimpsest, der obere Text, auf das Jahr 1301 datiert, enthält die Minuskel 1834 (Euthalius).
Der griechische Text des Codex repräsentiert den byzantinischen Texttyp in Apg und Apk und wird der Kategorie V zugeordnet. Der Text der Paulusbriefe und Katholischen Briefe wird der Kategorie III zugeordnet.